# Semirâma
Semirâma P 94 è un'opera di Ottorino Respighi su libretto di Alessandro Cerè, basata sullo stesso soggetto usato per la Semiramide di Rossini. La prima rappresentazione ebbe luogo il 20 novembre 1910 al Teatro Comunale di Bologna.
La première ebbe «completo successo», con numerose chiamate per il compositore e gli artisti. Nell'opera, che spesso sfrutta gli spunti esotici del soggetto, si trovano influenze della musica francese dell'epoca e della Salomè di Richard Strauss.

## Cast della prima rappresentazione
| Personaggio | Interprete (Direttore: Rodolfo Ferrari) |
| ----------- | --------------------------------------- |
| Semirâma    | Elsa Bland                              |
| Merôdach    | Giuseppe Borgatti                       |
| Falâsar     | Edoardo Faticanti                       |
| Susiâna     | Maria Llacer-Casali                     |
| Ormus       | Giulio Cirino                           |
| Satibara    | Domenico Casadio                        |

Regista e coreografo era Giuseppe Cecchetti.

## Trama
La vicenda si svolge nell'antica Babilonia.

### Atto I (Il ritorno)
Uno sconosciuto ma valoroso condottiero, Merôdach, sta tornando vincitore da una guerra. La regina Semirâma, amante del tetrarca Falâsar che per averla anni prima ne ha ucciso il marito e allontanato il figlio Ninya, sente nascere l'amore per l'eroe. Al suo arrivo Merôdach incontra Susiâna, che è stata sua compagna d'infanzia; i due ricordano la loro amicizia, ma su di loro incombe la forza dell'amore di cui si è accesa Semirâma.

### Atto II (Il responso)
Falâsar, temendo di perdere, Semirâma, chiede un responso all'arcimago Ormus. Semirâma annuncia apertamente a Falâsar che intende sposare Merôdach, e non crede all'amante quando questi cerca di convincerla che Merôdach altri non è che il suo stesso figlio, Ninya, rientrato da condottiero dopo l'esilio. Il responso di Ormus è nefasto.

### Atto III (Il matricidio)
Stanno per svolgersi le nozze tra Semirâma e Merôdach. Susiâna, informata da Falâsar della vera identità di Merôdach, gli rivela il segreto. Merôdach crede a una calunnia e cerca di uccidere Falâsar, ma nell'oscurità invece di colpire quest'ultimo ferisce a morte la propria madre.

## Organico orchestrale
- 2 flauti, ottavino, 2 oboi, 1 corno inglese, clarinetti (1 clarinetto piccolo in mi bemolle, clarinetti in si bemolle e la), 2 fagotti, controfagotto
- 6 corni, 3 trombe, 3 tromboni, basso tuba
- 3 timpani, grancassa, triangolo, sistro, piatti, celesta, xilofono, tam-tam
- arpa
- archi

In scena:
- 2 oboi, arpa, sistro[3]

## Discografia
- 1990 - Éva Marton (Semirâma), Veronika Kincses (Susiâna), Lando Bartolini (Merôdach), Lajos Miller (Falâsar), László Polgár (Ormus), Tamás Clementis (Satibara). Orchestra di stato ungherese e Coro della radiotelevisione ungherese. Direttore Lamberto Gardelli. Hungaroton 31197/98 [4]